# Gabriela Grillo
Gabriela Grillo, född 19 augusti 1952 i Duisburg i Nordrhein-Westfalen, död 25 februari 2024 i Mülheim i Nordrhein-Westfalen, var en tysk ryttare som tävlade för Västtyskland under sin aktiva karriär.
Hon tog OS-guld i lagtävlingen i dressyr i samband med de olympiska ridsporttävlingarna 1976 i Montréal.